# Wilson Godett
Wilson Godett (Willemstad, 11 augustus 1932 – Curaçao, 19 april 1995) was een Curaçaose topbokser, vakbondsleider en politicus. Zijn bijnaam was Papa Godett.
Godett groeide op in de wijk Otrabanda. Hij trouwde met Norma Merenciana. Het echtpaar kreeg zeven kinderen - vier zoons en drie dochters - waarvan een jong overleed. Hun bekendste kinderen zijn Anthony Godett en Mirna Louisa-Godett.
Als twintiger was Godett een succesvolle bokser onder de naam Papa Diamante Negro (Papa Zwarte Diamant). Hij bokste tegen imposante boksers als Baby Dynamite, Sugar Boy Nando en Young Tunney. In 1954 werd hij kampioen van de Cariben. Later werd hij los havenarbeider. In de jaren zestig werd Godett gekozen tot president van de Algemene Haven Unie (A.H.U.), de belangrijkste vakbond in de haven van Curaçao. Hij leidde zijn havenarbeiders toen ze op 30 mei 1969, Pan i respet (= Brood en respect) schreeuwend, met Shell-arbeiders optrokken naar Fort Amsterdam in Willemstad, nadat een staking bij Wescar was overgeslagen op de havenarbeiders. Godett werd door een politiekogel in zijn rug geraakt, en tijdens de rellen die ontstonden staken havenarbeiders de Heerenstraat in brand en braken plunderingen uit. Nederland vloog driehonderd mariniers over om de orde te herstellen. De Antilliaanse regering trad af.
Op 5 juli 1969 werd door Godett, samen met Amador Nita en Stanley Brown, de politieke partij Frente Obrero i Liberashon 30 di mei opgericht. Deze radicale socialistische partij behaalde een grote overwinning bij de verkiezingen in september. Godett zat op dat moment in de gevangenis voor zijn aandeel in de opstand van 30 mei. Hij werd vrijgelaten en nam zijn plaats als Statenlid in. Godett bleef lid van de Staten tot 1992, en was lid van de Eilandsraad van 1971 tot 1990. In het kabinet-Evertsz (1973 - 1977) was Godett minister van Arbeid en Sociale Zaken, en korte tijd later ook van Cultuur, Sport en Recreatie. Godett verlaagde de pensioenleeftijd, maar verhoogde de premie niet, waardoor een Antilliaans pensioen niet veel meer waard was.

In 1995 is hij overleden.
Venezuela eerde Godett met de Orde van Francisco de Miranda, en in Pietermaai (Willemstad) werd een straat naar hem genoemd (Kaya Wilson Godett). Op 29 mei 1999 gaf de Nederlandse Antillen een postzegel van 75 cent uit, met zijn portret erop.